# 런던 워털루역

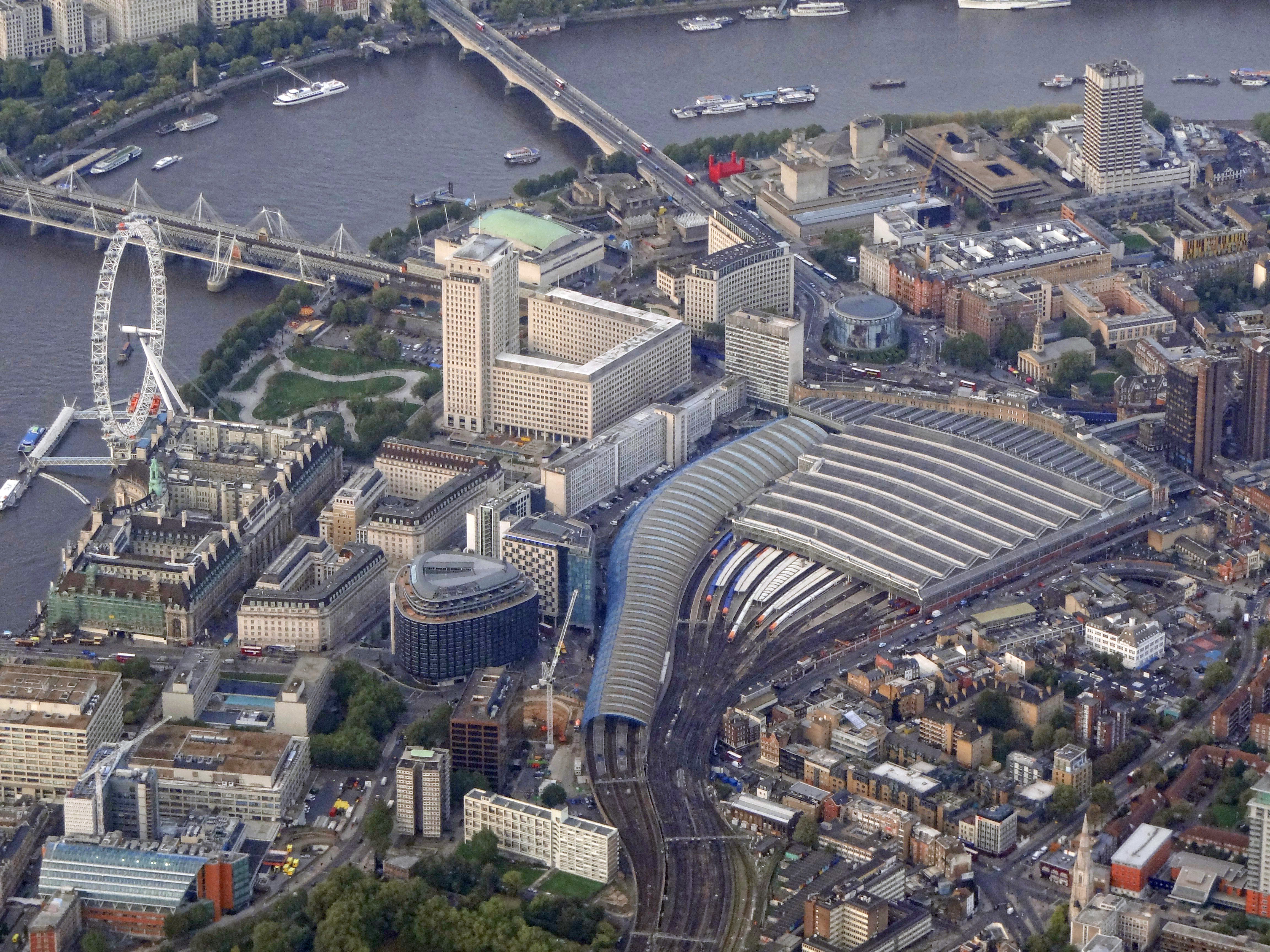

런던 워털루역(London Waterloo station) 또는 워털루역은 런던 남서부에 위치한 철도역이다. 과거에는 유로스타를 탑승할 수 있는 역이었다. 1848년 런던 앤드 사우스웨스턴 철도에 의해 개통되었으며 웨스트엔드오브런던에 더 가까웠기에 초기의 나인 엘름스를 대체했다.
2007년, 세인트 판크라스 역으로 역할을 넘겼다.